# CHES (緩衝剤)
CHESまたは、N-シクロヘキシル-2-アミノエタンスルホン酸（英語: N-cyclohexyl-2-aminoethanesulfonic acid）は、緩衝剤の1つ。有用範囲は pH 8.6–10 である。通常は白色の結晶性粉末。

## 不純物の影響
市販のCHES（およびMES、BES、PIPESのような他のスルホニルエチル緩衝液）は、RNAのポリアニオン模倣体であるオリゴ(ビニルスルホン酸) (OVS) を含むことがあり、RNA結合タンパク質や酵素の強力な（pM）阻害剤となりうる。